# Beze mnie
Beze mnie – singel polskiego piosenkarza Dawida Kwiatkowskiego. Singel został wydany 9 lipca 2024.
Kompozycja znalazła się na 18. miejscu listy OLiA, najczęściej odtwarzanych utworów w polskich rozgłośniach radiowych.

## Geneza utworu i historia wydania
Utwór napisali i skomponowali Dawid Kwiatkowski, Dominic Buczkowski-Wojtaszek i Patryk Kumór, natomiast za produkcję piosenki odpowiada Hotel Torino.
Singel ukazał się w formacie digital download 9 lipca 2024 w Polsce za pośrednictwem wytwórni płytowej DB4 Management w dystrybucji Warner Music Poland.
24 sierpnia 2024 wykonał piosenkę podczas „Przeboju lata Radia Zet i Polsatu”.

## „Beze mnie” w stacjach radiowych
Nagranie było notowane na 18. miejscu w zestawieniu OLiA, najczęściej odtwarzanych utworów w polskich rozgłośniach radiowych.

## Teledysk
Do utworu powstał teledysk w reżyserii Tomasza Wilczyńskiego, który udostępniono w dniu premiery singla za pośrednictwem serwisu YouTube. W klipie wystąpił Maciej Musiał.

## Lista utworów
- Digital download[2]

1. „Beze mnie” – 2:41

## Notowania

### Pozycja na liście airplay
| Kraj   | Lista (2024)                   | Najwyższa pozycja |
| ------ | ------------------------------ | ----------------- |
| Polska | OLiS – oficjalna lista airplay | 18                |

## Wyróżnienia
| Rok  | Konkurs                  | Kategoria    | Rezultat    |
| ---- | ------------------------ | ------------ | ----------- |
| 2024 | Przebój roku RMF FM 2024 | Przebój roku | 11. miejsce |